# 대장초등학교
대장초등학교(大長初等學校)는 대한민국 충청북도 음성군에 있었던 공립 초등학교이다.

## 학교 연혁
- 1947년 4월 1일: 소이초등학교 대장분교 설립인가
- 1954년 5월 15일: 대장국민학교로 개교
- 1983년 3월 10일: 대장국민학교 병설유치원 개원
- 1996년 3월 1일: 대장초등학교로 학교 명칭 개칭
- 2015년 2월 16일: 제59회 졸업식(총 3,089명 배출)
- 2015년 3월 1일: 초등학교 6학급, 병설유치원 1학급 편성
- 2015년 9월 1일: 제24대 김남호 교장 부임
- 2019년 2월 28일: 폐교[1]

## 참고 자료
- 대장초등학교 - 한국교육학술정보원 학교알리미